# 北海道池田高等学校
北海道池田高等学校（ほっかいどういけだこうとうがっこう、英: Hokkaido Ikeda High School）は、北海道中川郡池田町に位置する道立高等学校。

## 校訓
- 創造・実践

現実に満足することなく、常によりよきものを求め、思考し改善しようとする意欲は学習の根幹である。
あわせて実践なき思考、理念は無意味であり、自ら実行する力を涵養する。

## 沿革
- 1918年5月15日 - 川合女子実業補習学校として開校する。
- 1927年3月23日 - 池田実科女学校となる。
- 1929年4月11日 - 池田実科高等女校となる。
- 1931年4月21日 - 池田高等女学校となる。
- 1933年4月1日 - 北海道庁立に移管され、校名を北海道庁立池田高等女学校に変更する。
- 1948年
  - 3月31日 - 学制改革により、北海道立池田女子高等学校となる。
  - 10月30日 - 幕別分校を設置する。
- 1949年3月31日 - 北海道立池田高等学校を統合し、北海道立池田高等学校となる。
- 1950年
  - 4月1日 - 北海道池田高等学校となる。
  - 5月1日 - 浦幌分校を設置する。
  - 6月20日 - 校歌を制定する。
- 1951年4月1日 - 幕別分校が北海道幕別高等学校として独立する。
- 1952年
  - 4月1日 - 浦幌炭鉱分校を設置する（その後独立したかどうかは不明だが1955年閉校）。
  - 11月1日 - 浦幌分校が北海道浦幌高等学校として独立する。
- 1998年10月17日 - 創立80周年記念式典を挙行する。
- 2003年4月1日 - 普通科から総合学科へ学科転換。

### 旧制町立北海道池田中学校
- 1942年7月7日 - 町立北海道池田中学校として設立される。
- 1948年3月31日 - 学制改革により、北海道立池田高等学校となる。
- 1949年3月31日 - 北海道立池田女子高等学校に併合される。

## 著名な出身者
- 十河政則（ダイキン社長兼CEO、関西経済連合会副会長）
- 及川佑（トリノ五輪(2006)スピードスケート代表）
- 長島圭一郎（トリノ五輪(2006)スピードスケート代表、バンクーバーオリンピック銀メダル）
- 沖美穂（シドニー五輪(2000)、アテネ五輪(2004)自転車ロードレース代表、日本初の女性プロ自転車ロードレース選手）
- 太田明生 (バンクーバーオリンピックスピードスケート競技代表)
- 沖藤典子（ノンフィクション作家）
- 松岡禎丞（声優）